# Тиняков, Ефим Дмитриевич
Ефим Дмитриевич Тиняков (укр. Юхим Дмитрович Тиняков; 1893, Алексеевка, Змиевской уезд, Харьковская губерния — 1918) — российский революционер.
В 1912 г. вступил в РСДРП и вёл агитацию в профсоюзе портных Харькова. С 1915 член Харьковского комитета РСДРП(б). Был арестован, но после Февральской революции 3 марта 1917 года освобождён из тюрьмы и сразу после этого выступил на общегородском митинге в поддержку революции. Вошёл в состав исполнительного комитета Харьковского Совета рабочих и солдатских депутатов и Центрального исполнительного комитета Советов Украины.
В декабре 1917 г. в качестве комиссара поступил в Первый харьковский пролетарский отряд (командир М. Рухимович), 27 декабря отправившийся в Донбасс для боёв с войсками генерала Каледина. Попал в плен и был расстрелян.
Имя Тинякова в 1922 году присвоено основанной в 1920 г. Харьковской швейной фабрике.